# Langues bosavi
Les langues bosavi sont une famille de langues papoues parlées en Papouasie-Nouvelle-Guinée dans la province des Hautes-Terres méridionales.

## Classification
Les langues bosavi sont rattachées par Malcolm Ross à la famille hypothétique des langues trans-Nouvelle Guinée.
La base de données linguistique Glottolog regroupe sept langues dans cette famille :
- groupe Bosavi Watershed
  - aimele
  - sous-groupe kaluli-sonia 
    - kaluli (en)
    - sonia (en)

  - kasua (en)
  - onobasulu (en)
- groupe etoro-bedamini 
  - beami
  - edolo (en)

Ethnologue, Languages of the World en compte neuf (codes ISO 639-3 entre crochets), y ajoutant le dibiyaso et le turumsa (en) :
- aimele ail
- beami beo
- dibiyaso dby
- edolo (en) etr
- kaluli (en) bco
- kasua (en) khs
- onobasulu (en) onn
- sonia (en) siq
- turumsa (en) tqm